# Народний банк (Ужгород)
Народний банк (або міський банк Ужгорода, 1932-1933) — неокласицистична споруда філіалу Народного банку Чехословацької республіки в місті Ужгород. Розташована по вулиці Небесної Сотні, 6 .

## Опис
Будівля колись була збудована як Народний банк ЧСР, а зараз це відділення Національного банку України. Бездоганно вписана в поворот русла річки та вигин площі, споруда цілком відповідає образу банківської будівлі того часу — і за стилем, і за вибором оздоблювальних матеріалів. Фірма інженерів Гавліка і Ржічаржа була створена в Ужгороді і в 1930-х роках виграла кілька великих замовлень, серед яких і Народний банк. Ця триповерхова споруда у стилі модерністського класицизму спроектована празьким архітектором Франтішеком Шрамеком. Будівля має незвичний випуклий чільний фасад із порталом зі словацького риоліту, увінчаний чотирма алегоричними жіночими скульптурами. Інтер’єр оздоблено різними видами мармуру, вишуканим терраццо на підлозі, вітражами, ліхтарями в стилі ардеко та художніми деталями з томпаку — сплаву міді та цинку. Недарма сучасники називали цю споруду палацом .

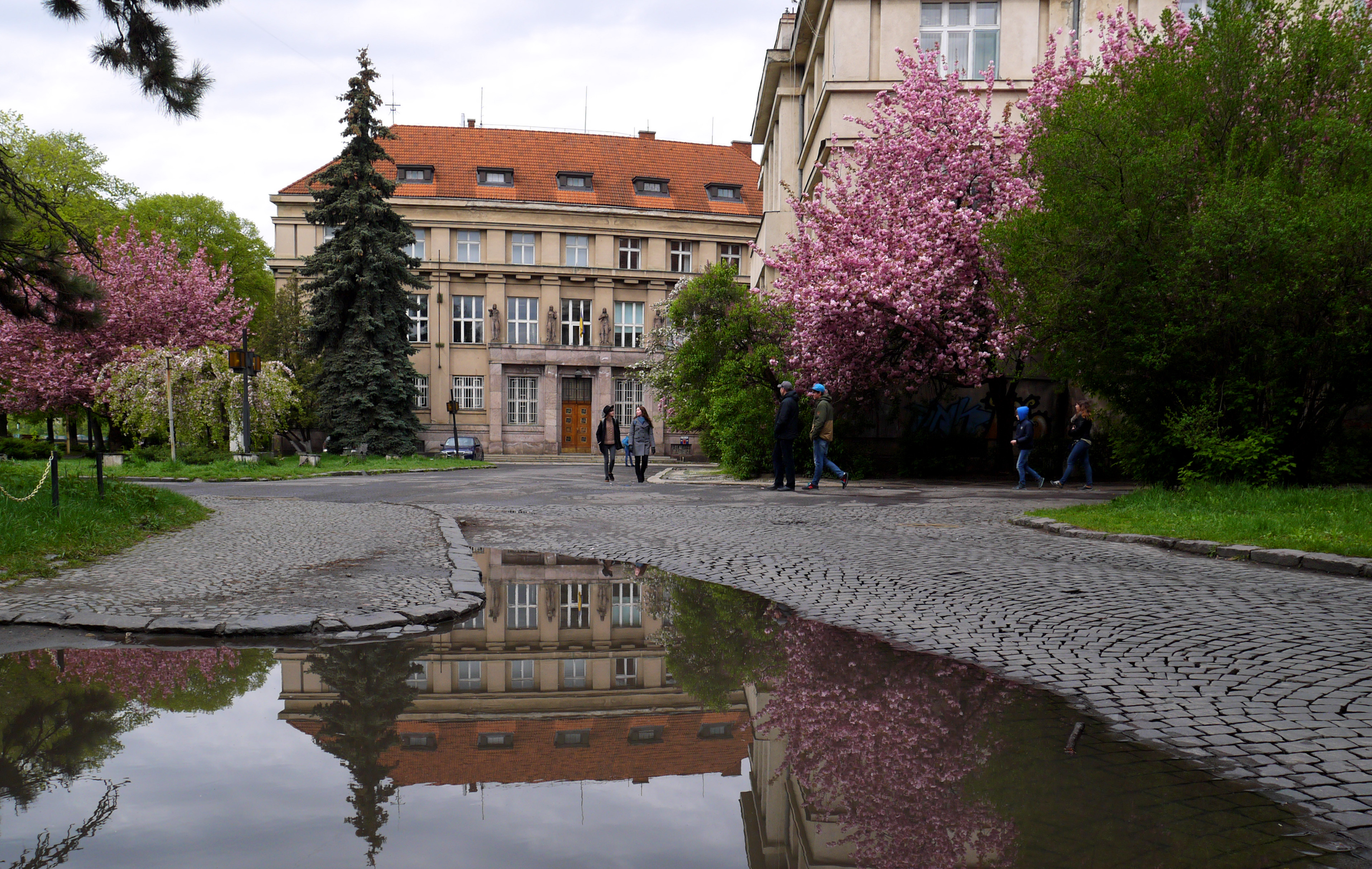
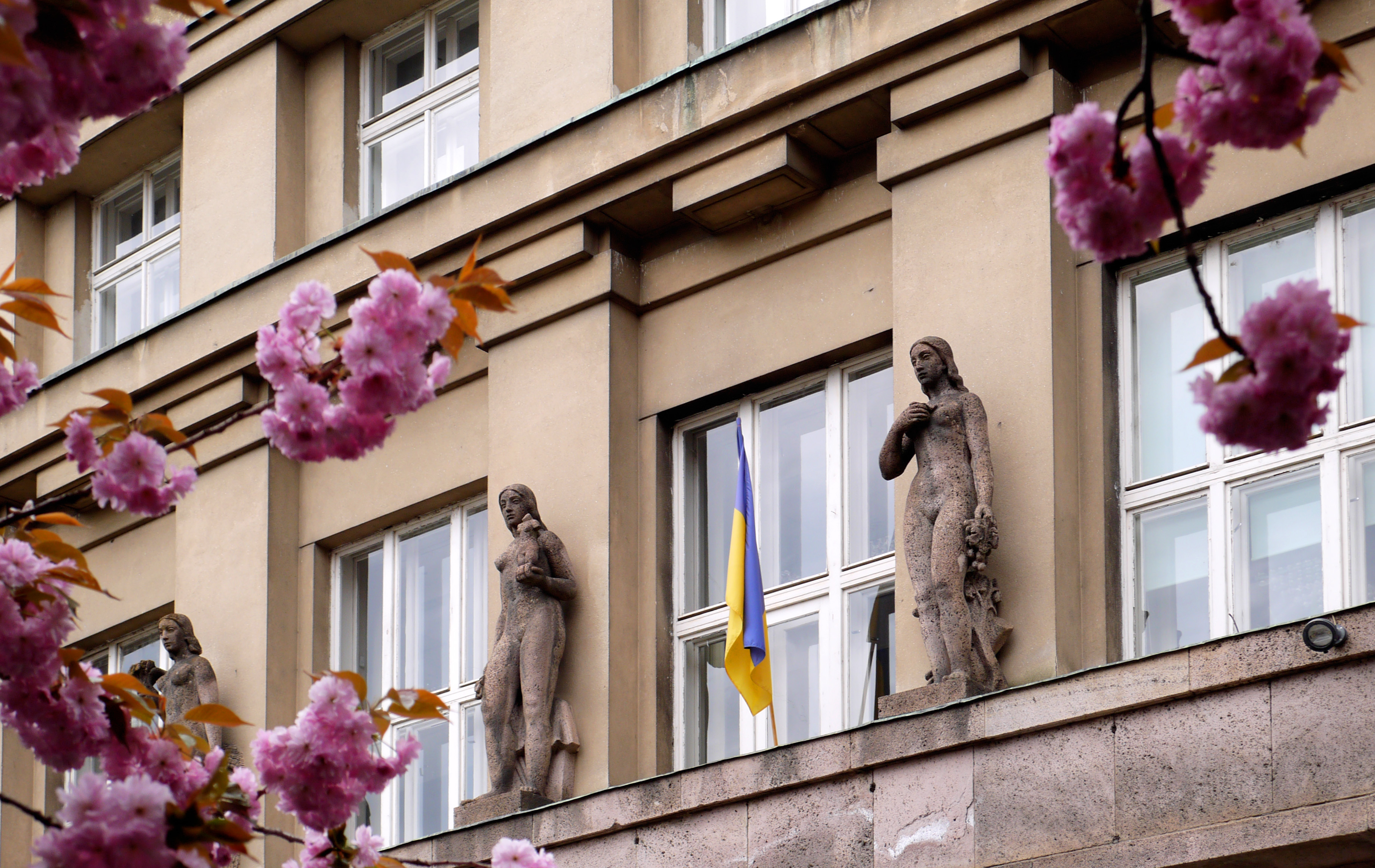
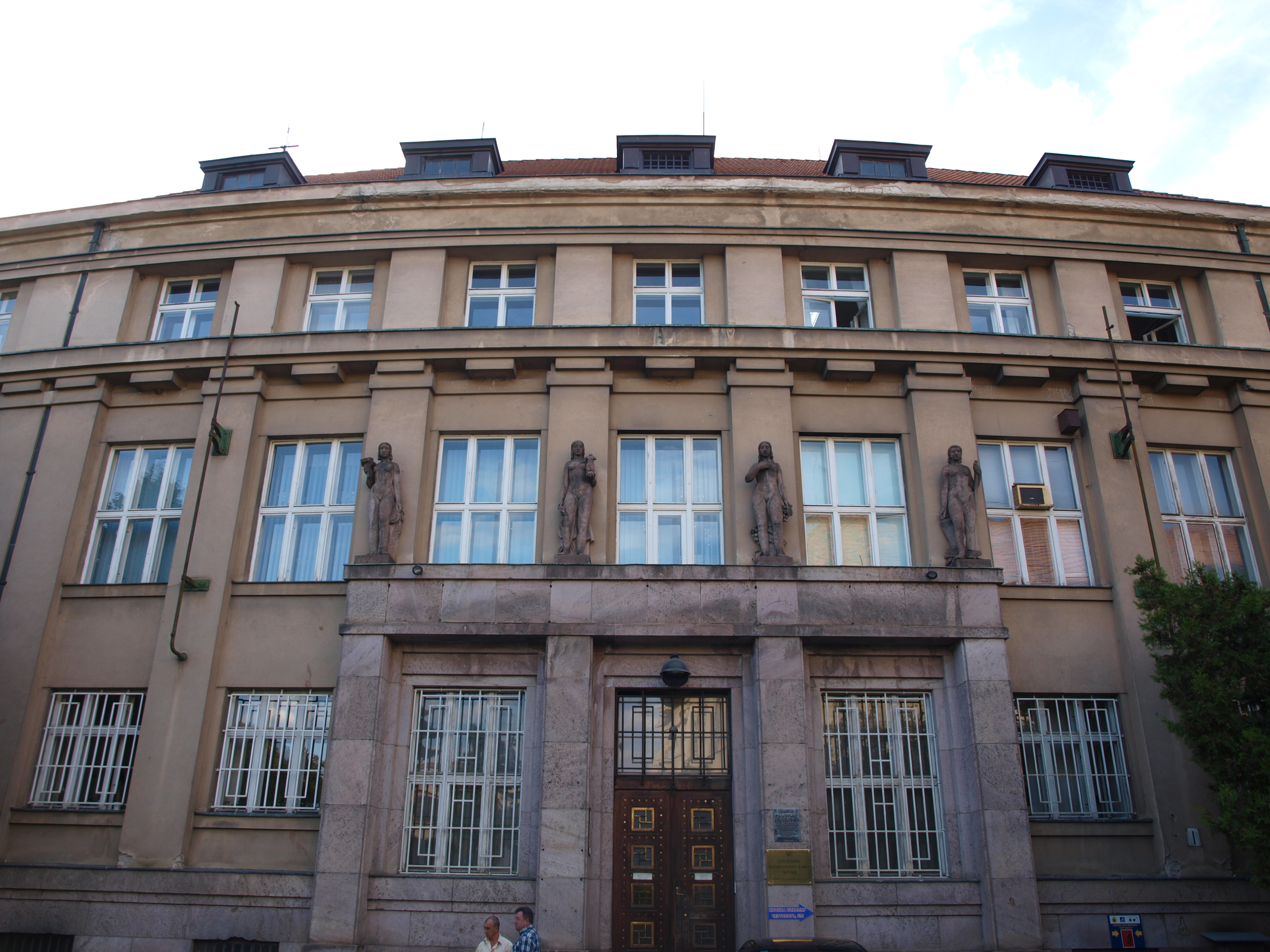
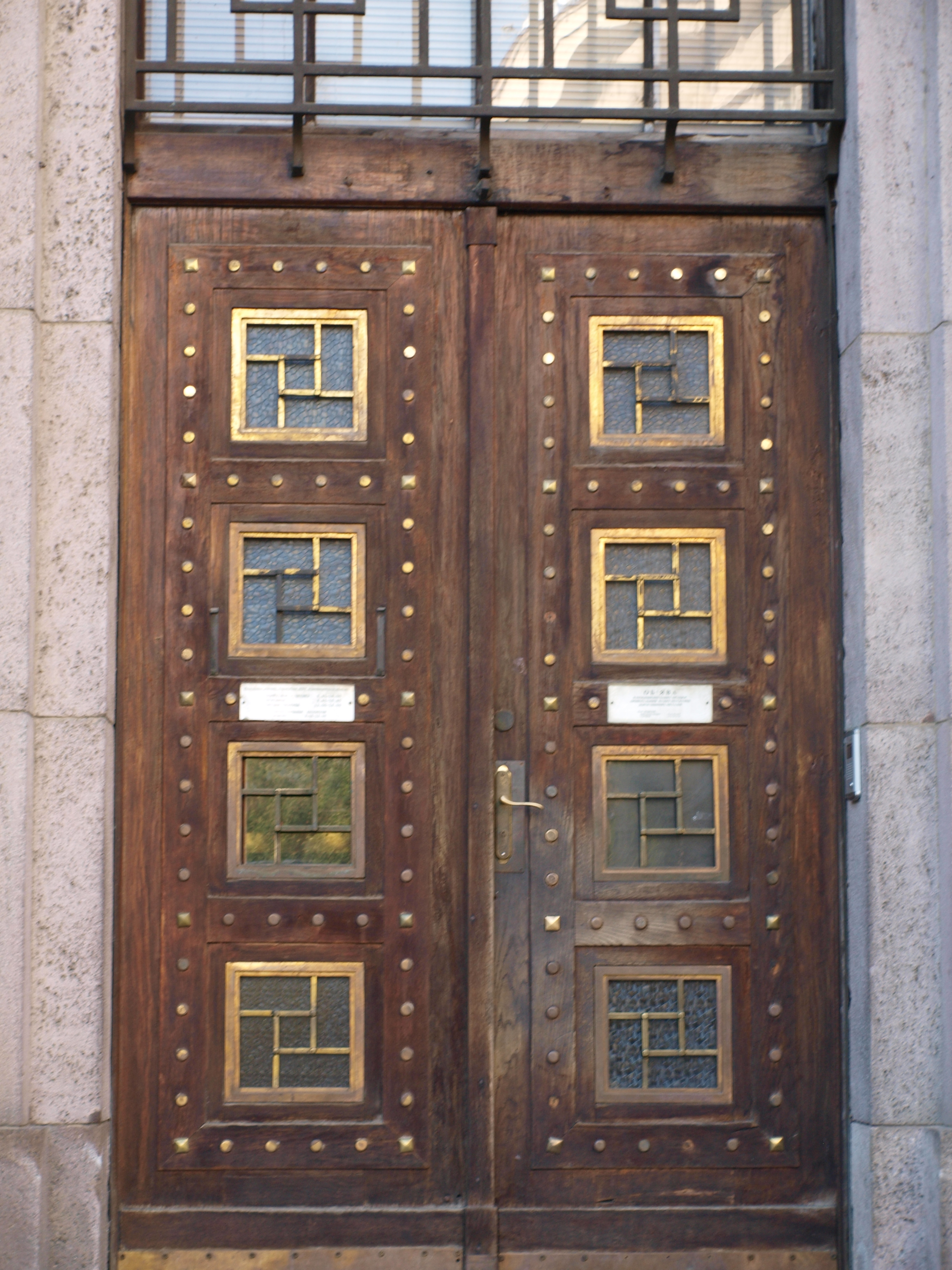
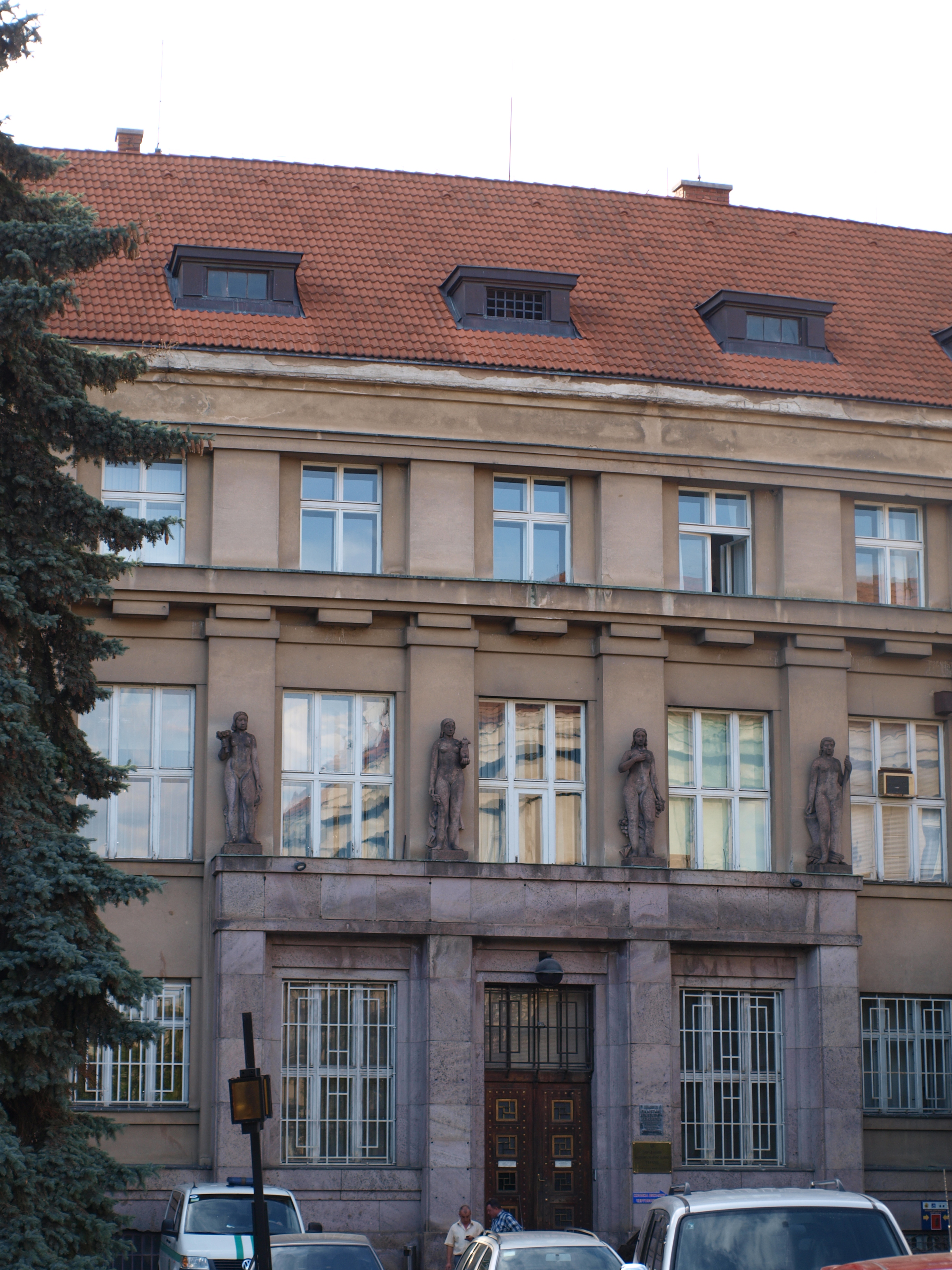
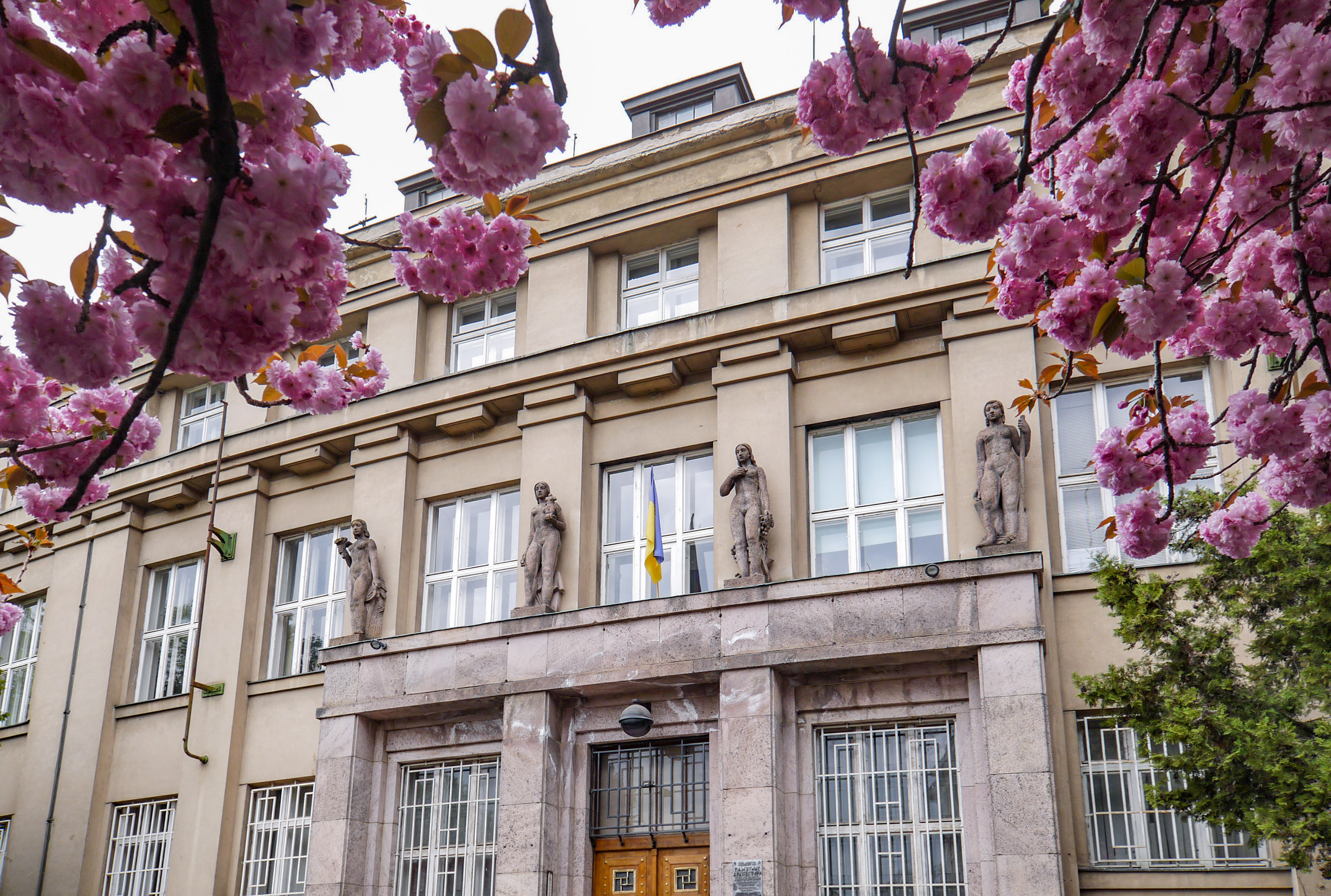
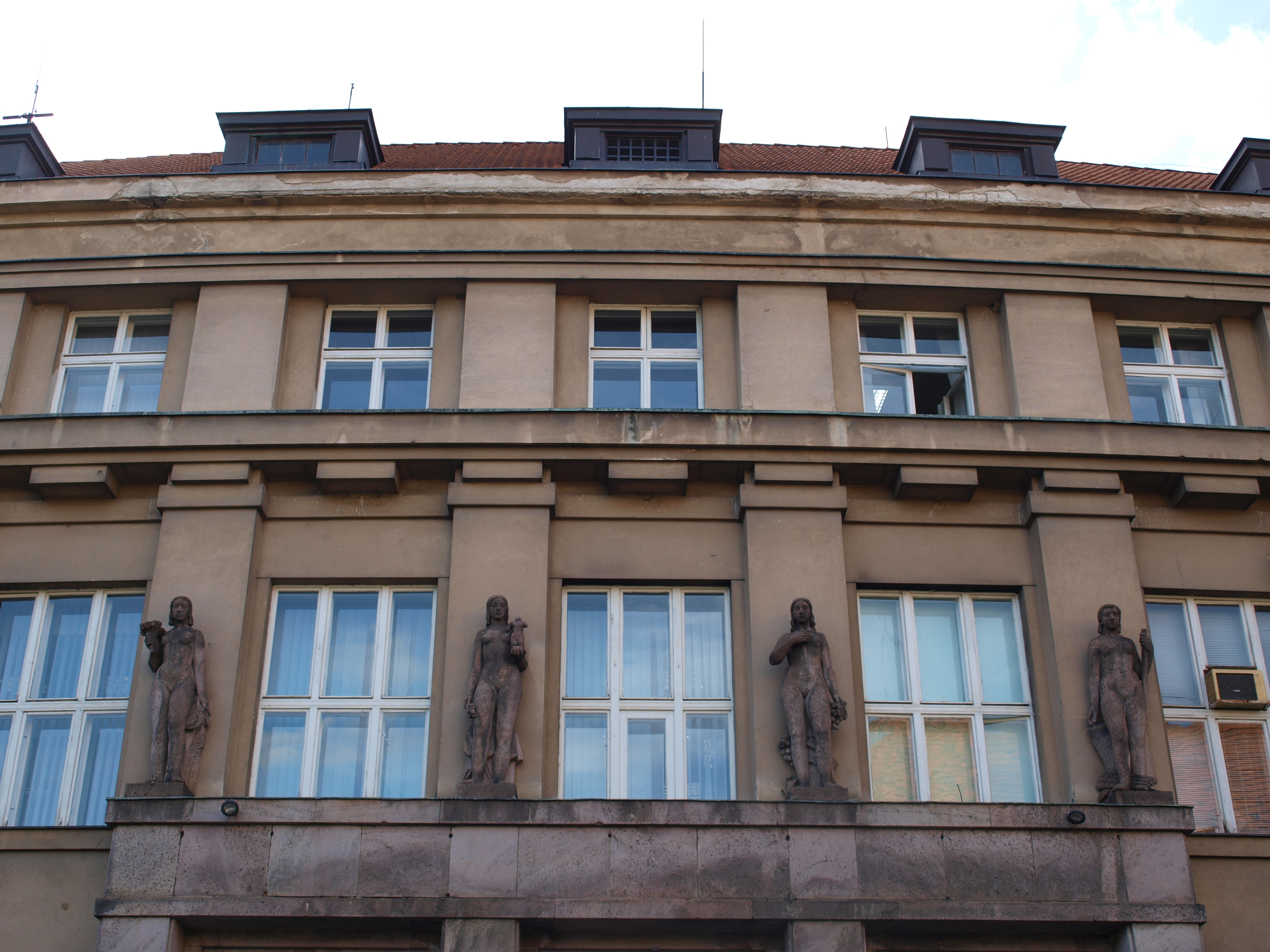
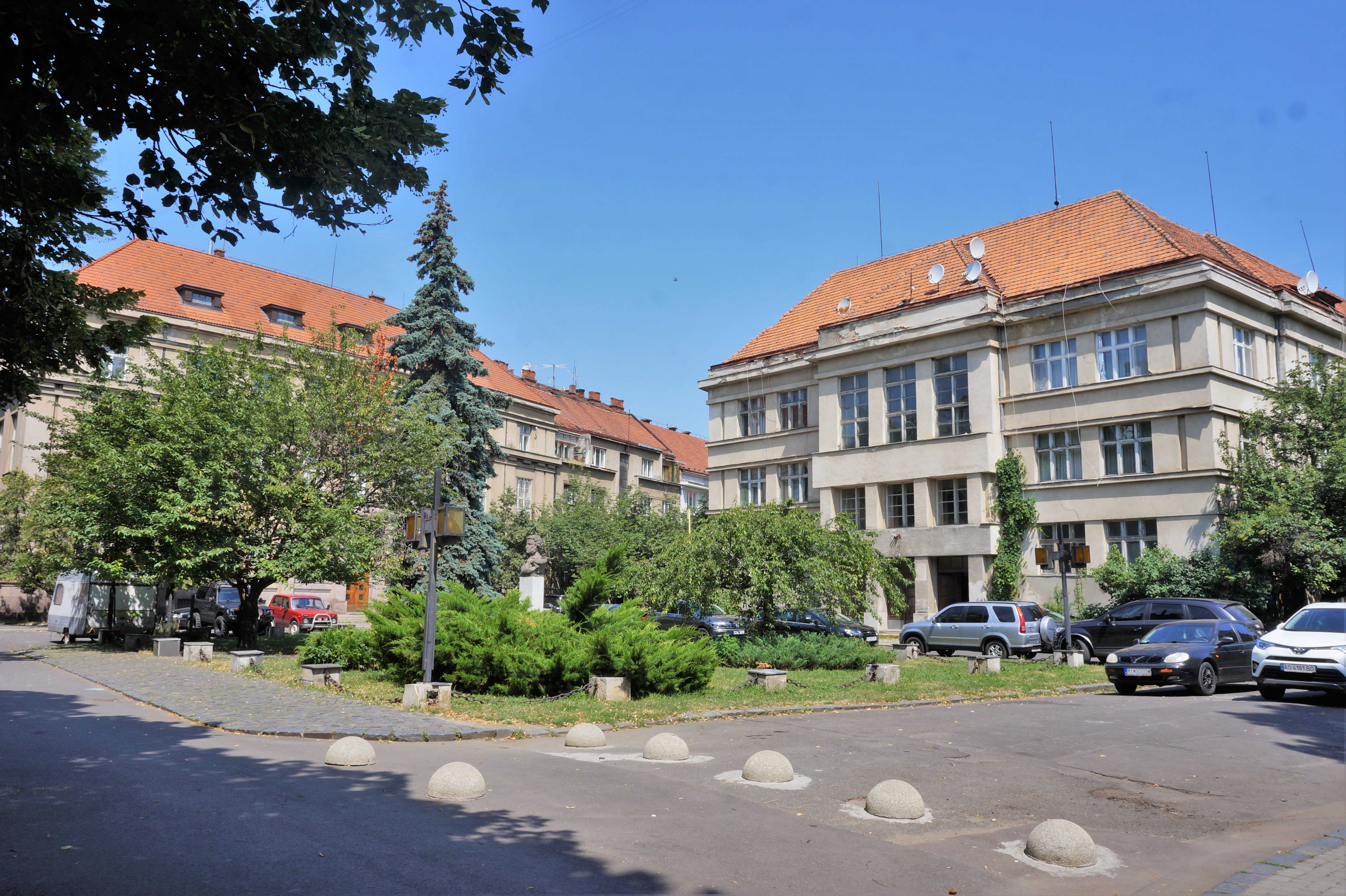